# Jean Paul Gaultier
Jean Paul Gaultier (Arcueil, 24 april 1952) is een Frans voormalig modeontwerper en televisiepresentator.

## Biografie
Hoewel Jean Paul Gaultier geen formele opleiding als ontwerper heeft ontvangen, heeft hij van jongs af aan zijn schetsen opgestuurd naar bekende stylisten. In 1970 werd hij door Pierre Cardin, die onder de indruk was van zijn talent, als assistent aangenomen. In 1976 bracht Gaultier zijn eerste collectie onder zijn eigen naam uit. Zijn naam als 'enfant terrible' van de mode heeft hij gekregen vanaf 1981, toen hij de eerste keer een collectie liet zien in de stijl die we nu van hem gewoon zijn: uitdagend, vernieuwend, soms zelfs choquerend. Hij werkte onder anderen met modellen met overgewicht en zwaar getatoeëerde modellen, en hij houdt van het spelen met de geslachten en androgyne silhouetten. Zo kleedde hij mannelijke modellen met kilts en rokken. Typisch voor zijn stijl zijn de kilts en Schotse ruit, naast de marinière en navylook.
Hij staat ook bekend om de korsetten met puntige behacups die hij ontwierp voor popartieste Madonna tijdens haar 'Blonde Ambition Tour' in de jaren 90. Hij ontwierp ook de kleding voor Madonna's 'Confessions Tour' in 2006. Daarnaast verzorgde hij de styling voor een flink aantal films, waaronder Luc Bessons The Fifth Element, Pedro Almodóvars Kika, Peter Greenaways The Cook, The Thief, His Wife and Her Lover en Jean-Pierre Jeunets La Cité des Enfants Perdus.
Zangeres Dana International droeg haar geplande festivaljurk, een creatie met papegaaienveren, van Gaultier op het Eurovisiesongfestival 1998. Nadat duidelijk was dat Israël het festival won, wisselde Dana International nog snel van outfit en werd het winnende nummer in de bonte jurk herhaald.
Gaultier had 2 collecties onder zijn eigen naam, een prêt-à-porterlijn en een haute-couturecollectie. Vanaf 2004 stond hij aan het hoofd van modehuis Hermès, een klassiek Frans merk dat vooral om zijn lederwaren en juwelen geprezen werd. Gaultier heeft Hermès nieuw leven kunnen inblazen door een Hèrmes-kledinglijn te lanceren. De laatste collectie die Gaultier voor Hermès ontwierp was die van de lente en zomer van 2011. Hij werd opgevolgd door Christophe Lemaire.
In oktober 2014 liet Gaultier zijn laatste prêt-à-portercollectie zien, hij gaf aan dat hij genoeg had van het hoge tempo en de commerciële druk van de hedendaagse mode.
Hij maakte niet alleen kleding maar ook parfum voor vrouwen en mannen. Zijn mannengeur Le Mâle kwam in 1995 op de markt, en is een van de best verkochte mannengeuren in Europa. De fles van deze geur is uitgevoerd met een dessin geïnspireerd op de marinière. 
Voor de revue THE ONE Grand Show in het Friedrichstadt-Palast in Berlijn, heeft hij in 2016 ruim 500 kostuums ontworpen.
In 2013 werd de tentoonstelling The Fashion World of Jean Paul Gaultier: From the Sidewalk to the Catwalk georganiseerd in de Kunsthal in Rotterdam.
Op 17 januari 2020 kondigde Gaultier aan, na een 50-jarige carrière, te stoppen met ontwerpen. Zijn laatste show vond plaats op 22 januari 2020.

## Filmografie
- 2001 - Absolument fabuleux als Jean-Paul Gaultier